# Peurade
Peurade is een bestuurslaag in het regentschap Pidie Jaya van de provincie Atjeh, Indonesië. Peurade telt 1032 inwoners (volkstelling 2010).